# Buque de guerra
Un buque de guerra o buque militar es un buque concebido y construido para funciones militares o de guerra.
Los buques de guerra normalmente están construidos de manera totalmente diferente a los buques mercantes o buques turísticos. Poseen sistemas de armas, están preparados para recibir daños y normalmente son más rápidos y maniobrables que estos. A diferencia de las naves mercantes, las de guerra solamente llevan sistemas de armas, munición y abastecimiento para su tripulación. Los buques de guerra normalmente pertenecen a la armada de su país, aunque ha habido veces, en el pasado, que fueron operados por personas individuales o compañías particulares.
En tiempos de guerra la diferencia entre buque de guerra y mercante frecuentemente es confusa. En guerra, muchas veces, los buques mercantes han sido artillados y empleados como buques auxiliares, como sucedió con los buques-Q en la Primera Guerra Mundial y con los mercantes armados en la Segunda Guerra Mundial. Hasta el siglo XVII era común que naves mercantes fueran obligadas a entrar al servicio naval y no era raro que hasta la mitad de las naves de una flota fueran naves mercantes artilladas. Hasta que el peligro de la piratería terminó en el siglo XIX, era común artillar grandes naves mercantes como eran los galeones.

## Definición jurídica y derechos del buque de guerra
Según la Convención de las Naciones Unidas sobre el Derecho del Mar de 1982 (artículo 29), un buque de guerra es:

Para los efectos de esta Convención, se entiende por “buques de guerra” todo buque perteneciente a las fuerzas armadas de un Estado que lleve los signos exteriores distintivos de los buques de guerra de su nacionalidad, que se encuentre bajo el mando de un oficial debidamente designado por el gobierno de ese Estado cuyo nombre aparezca en el correspondiente escalafón de oficiales o su equivalente, y cuya dotación esté sometida a la disciplina de las fuerzas armadas regulares.

Dependiendo de los países, los signos distintivos de la nacionalidad de los buques de guerra pueden diferir del Pabellón nacional (caso de Bélgica, Gran Bretaña, Rusia, etc).
En derecho internacional, un buque de guerra es considerado como parte del territorio del Estado del pabellón. En consecuencia:
- Su llegada a un puerto o a las aguas interiores de un Estado ribereño está sometida a una autorización diplomática; goza sin embargo, como otros buques, de un derecho de «paso inocente» en el mar territorial del Estado ribereño.[1]
- Las leyes y los reglamentos del país huésped no se aplican a bordo del buque en la escala o en las aguas interiores de este país. Se trata del principio de extraterritorialidad de los buques de guerra y otros buques de Estado destinados a fines no comerciales.[1][3]

## Historia y desarrollo

### Edad del remo y la vela

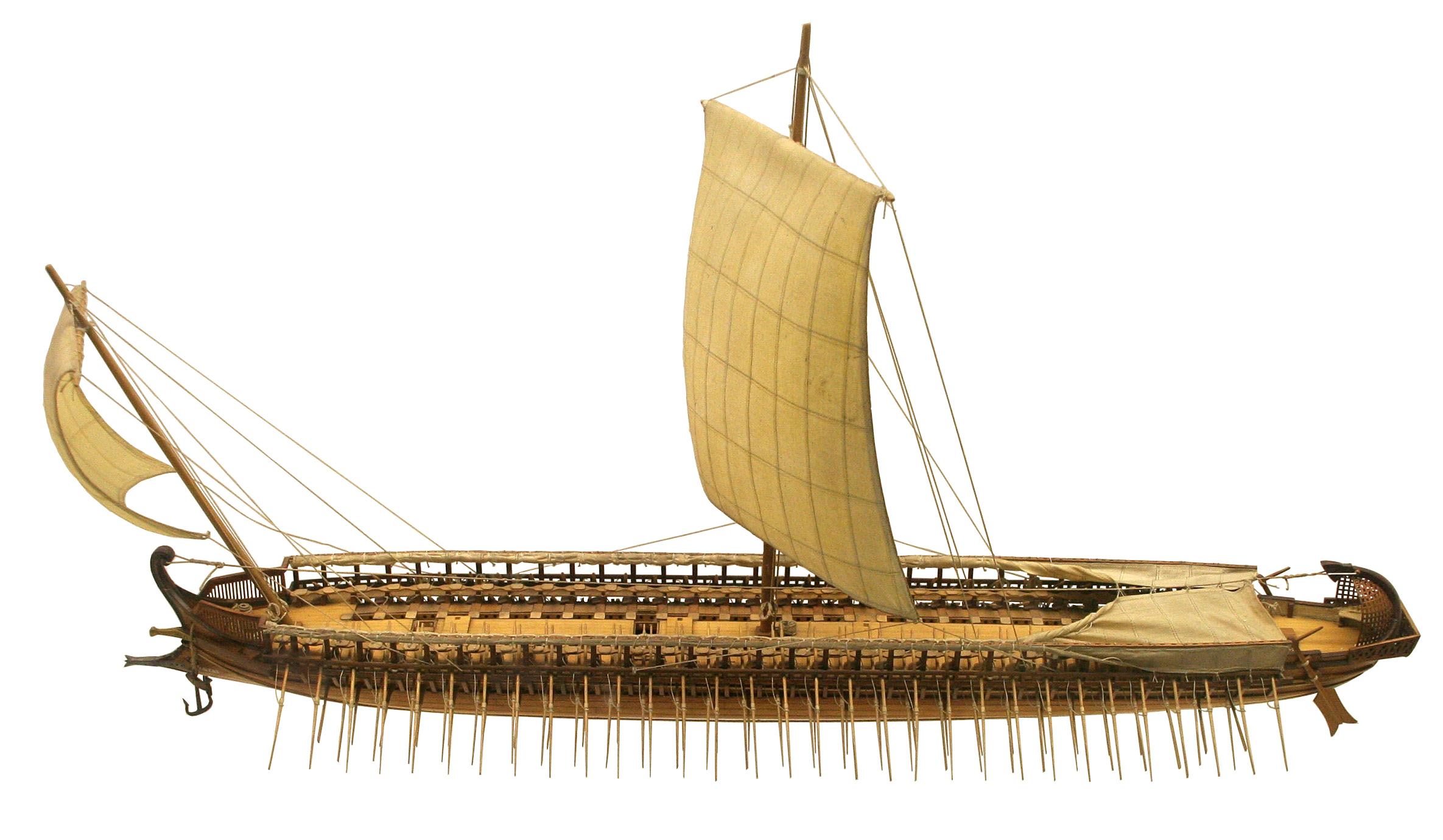
Trirreme griego.

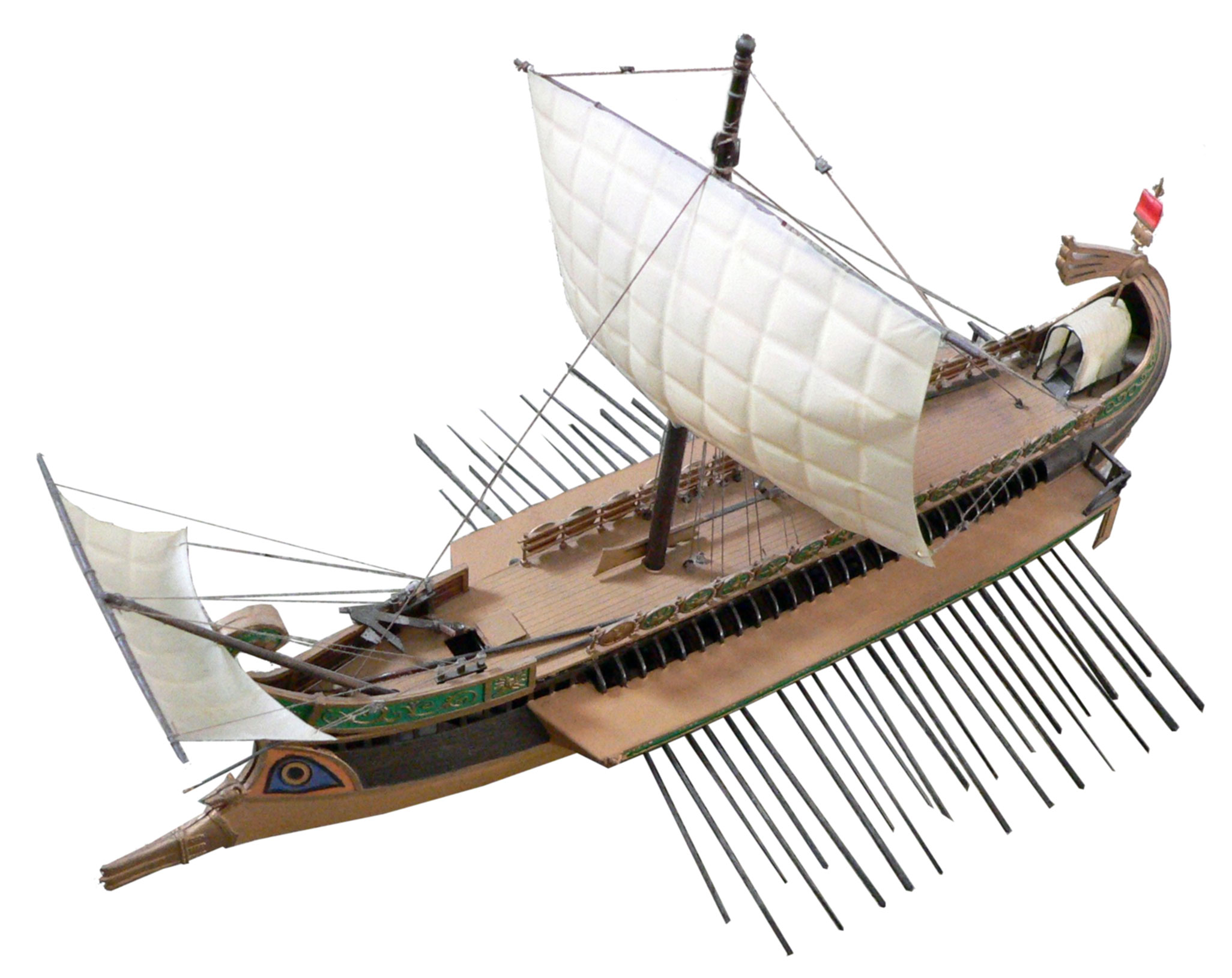
Trirreme romano.

3000 años a. C. babilonios y asirios poseían barcos de guerra, sus cascos de madera eran cortos, casi redondos con una roda muy saliente que era un espolón. Movidos principalmente a remos, llevaban un mástil en el que izaban una vela cuadrada.
Aproximadamente 2000 años a. C. aparecieron los fenicios, pueblo eminentemente marítimo que durante siglos fueron los más hábiles constructores de barcos. Sus naves de guerra eran de madera, largas, estrechas, muy veloces y muy marineras. Llevaban una vela cuadrada. Como remeros empleaban a esclavos. Ellos también construyeron y tripularon las naves de guerra oceánicas de los egipcios.
Hacia el año 1000 a. C. los griegos, otro pueblo marítimo, tuvieron naves de guerra muy similares a las de los fenicios, algunas de las cuales llegaron a tener 120 remeros, 60 por banda, tenían un palo y su proa era muy aguda. Solían llevar un palo dirigido hacia adelante y en su proa tenían emblemas o figuras simbólicas como mascarones. Un solo tipo de nave de guerra fue la protagonistas de las victorias griegas en el mar: el trirreme. Su arqueo era de 100 toneladas y la tripulaban 200 hombres. Medía 35 metros de eslora y 4 metros de manga. Tenía 24 remos largos por banda, timón doble y una vela cuadrada. En el amplio puente llevaba todo tipo de medios ofensivos. Daba una velocidad de 10 nudos, su casco de madera era largo y estrecho. Los griegos daban nombres de fantasía a sus trirremes.
Luego pasaron a dominar el Mediterráneo los romanos, imperio mediterráneo que por necesidad tuvo que tener una marina de guerra para defenderse de Cartago y luego para expandir su imperio. Empleó el trirreme griego al que le hicieron algunas innovaciones como fueron los «cuervos», largas pasarelas que llevaban en su extremo fuertes garfios que se afirmaban en la nave enemiga y por este puente de abordaje pasaban las tropas a combatir al buque adversario. El arma principal era el espolón, sólida pieza de madera recubierta con bronce que a veces tenía forma de tridente.
Entre los siglos V y X los trirremes se convirtieron en los dromones bizantinos, naves de remos que tenían tres mástiles y velas latinas. Del dromón, en el siglo XII, salió la galea y de esta la galera, nave a remos que tenía castillos a proa y popa y que llevaba uno o dos palos con velas latinas. La galera fue la nave de la Edad Media que navegó el Mediterráneo desde el siglo XV hasta el XVIII sin modificaciones apreciables y participando en multitud de combates, siendo la Batalla de Lepanto, en 1571, la última contienda histórica en que participaron.
Los vikingos, pueblo marítimo originario de Escandinavia estuvo en la escena europea entre los años 700 y 1000. Su actuar violento provocaba terror en las comunidades ya que las arrasaban. Para estas incursiones empleaban una embarcación muy especial, los drakkar, naves muy livianas pues las llevaban en sus incursiones tierra adentro; eran largas, estrechas y livianas, con remos en casi toda la longitud del casco. Versiones posteriores incluían un único mástil con una vela rectangular que facilitaba el trabajo de los remeros, especialmente durante las largas travesías. En combate, el viento variable y la rudimentaria vela convertían a los remeros en el principal medio de propulsión de la nave.

### Edad de la vela

Esquema de un navío de línea.

La artillería naval comenzó a desarrollarse en el siglo XIV, pero el cañón no se hizo común a bordo hasta que se ideó la forma de que fueran recargados rápidamente de manera que pudiesen ser disparados varias veces en un mismo combate. Los buques a remo no podían aumentar más de tamaño para transportar su artillería, munición y sirvientes de estos, por lo que los constructores navales tuvieron que diseñar un barco que fuera movido por la fuerza del viento sobre las velas y que pudiera llevar muchos cañones y al personal necesario para operarlos, así nació el galeón.
El galeón fue una embarcación a vela utilizada desde mediados del siglo XV. Consistía en un bajel grande, de alto bordo que se movía por la acción del viento. Fue una derivación de la carraca pero combinada con la velocidad de la carabela. Los galeones eran barcos de gran tamaño y poseían gran capacidad de fuego.
En el siglo XVI, el comercio marítimo transatlántico aumentó considerablemente, lo que incentivó la investigación y la creación de naves más apropiadas para largas travesías y para soportar los rigores de la mar en forma continuada. Así fue como apareció el navío que en el mundo militar adoptó el nombre de bergantín, siglo XVII. Más adelante aparecieron, en el siglo XVIII, la fragata, nave que tenía dos puentes y la corbeta con solo uno.
|                       |
| Fragata del año 1799. |

|                         |
| Cañones a bordo - 1862. |

### Acero, vapor y obuses

Funcionamiento de una torreta británica Stark I.

Durante el siglo XIX los buques de guerra experimentaron una revolución en su propulsión, en el armamento y en su construcción. Utilizaron máquinas a vapor para la propulsión, en un primer momento mediante ruedas y posteriormente con hélices, como una fuerza auxiliar a la vela, para después eliminarla completamente.
La Guerra de Crimea proporcionó un gran estímulo al desarrollo de los cañones navales. La introducción de los obuses explosivos pronto llevó al empleo del hierro en lugar de la madera y luego al uso del acero. Los primeros buques acorazados fueron La Gloire francés y el HMS Warrior inglés.
Desde 1860, los buques de línea a vela fueron reemplazados en un primer momento por los ironclad y fragatas blindadas y posteriormente por los acorazados propulsados por máquinas a vapor mientras que las fragatas a vela lo fueron en un primer momento por las fragatas de hélices y posteriormente por los cruceros propulsados por máquinas a vapor.
El armamento también cambió debido al diseño de cañones montados en plataformas giratorias y en torretas, lo que permitió apuntarlos independientemente de la dirección en que navegara el buque, lo que a su vez permitió disminuir la cantidad de cañones de grueso calibre a bordo, aumentando en cambio el calibre de los mismos. La última innovación durante el siglo XIX fue el desarrollo del torpedo y de los buques torpederos, veloces naves que parecían ofrecer una alternativa a la posesión de las costosas flotas de acorazados.
Finalmente, y para hacer frente a los torpederos, apareció a finales del siglo XIX y diseñado por el capitán de navío Fernando Villaamil el Destructor, que dio nombre a esta nueva tipología de buques de guerra.

### SigloXX

#### Los grandes acorazados

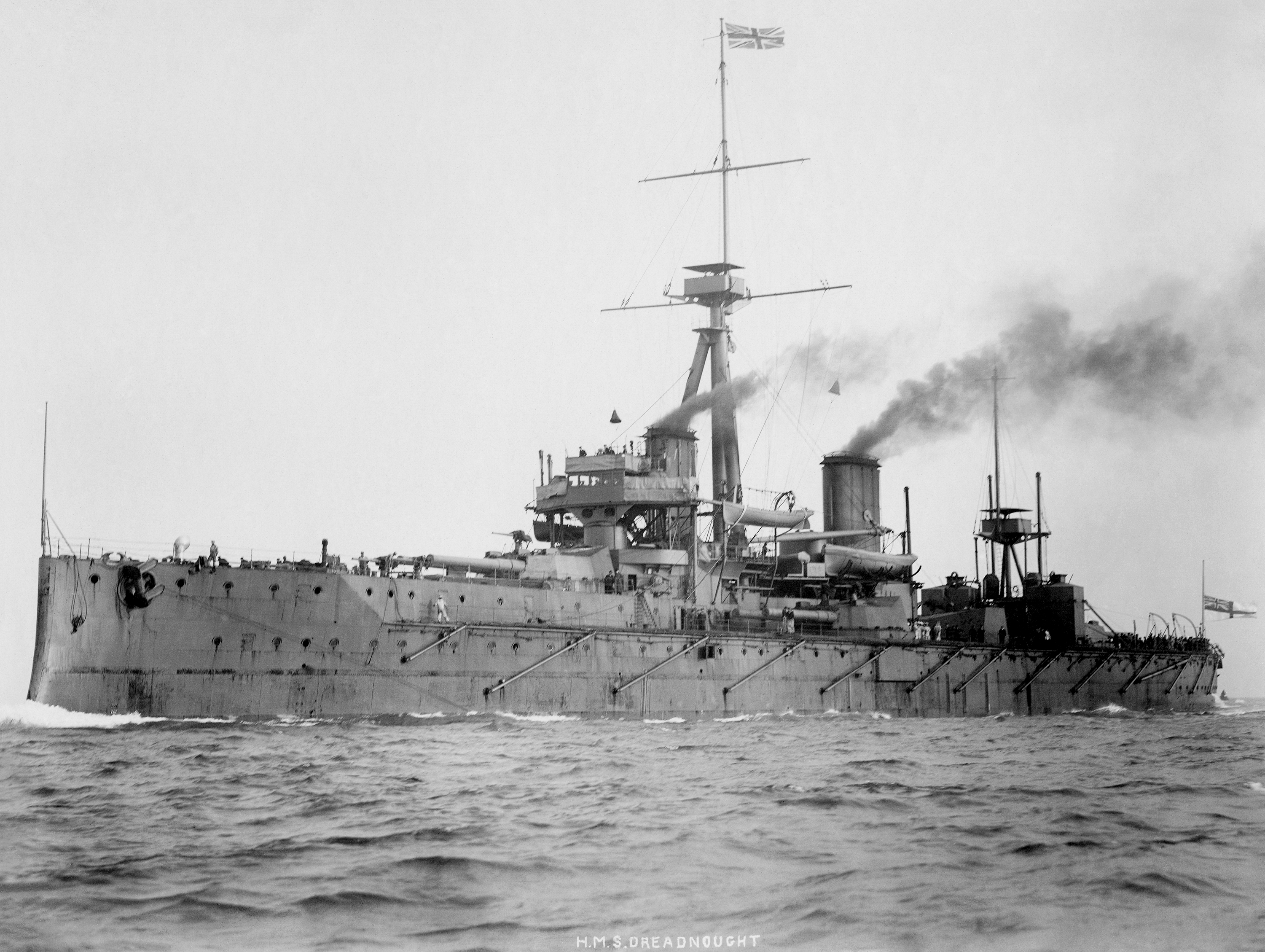
HMS Dreadnought - 1906.

Una nueva revolución en el diseño y construcción de buques de guerra comenzó a principios del siglo XX cuando Gran Bretaña construyó y puso en servicio, en 1906, al gran acorazado HMS Dreadnought. Propulsado por turbinas a vapor ya no consumía carbón sino petróleo; fue la nave más grande (17 000 toneladas de desplazamiento) rápida y con la artillería de mayor calibre de todas las naves acorazadas existentes en la época, 5 torretas dobles con cañones de 305 mm. Rápidamente todos los países marítimos comenzaron a construir naves similares al Dreadnought. Fue tal el impacto de este buque, que desde ese momento, los acorazados anteriores, pasaron a ser denominados pre-dreadnought, mientras que los que imitaban su configuración, fueron denominados como dreadnoughts.
Gran Bretaña también desarrolló los primeros cruceros de batalla. Artillados con cañones del mismo calibre que los acorazados pero con un casco más largo, estas naves sacrificaban el blindaje de los cascos y cubiertas para obtener una mayor velocidad. Los cruceros de batalla fueron más rápidos y más poderosos que todos los cruceros existentes en la época dejándolos obsoletos. Pero estos cruceros de batalla probaron ser mucho más vulnerables que sus contemporáneos los acorazados.
Entre los navíos torpederos, continuó el desarrollo del destructor al mismo tiempo que los acorazados. Buque más grande, rápido y mejor artillado que los buques torpederos, el destructor tenía por misión proteger a los buques capitales de la amenaza de los torpederos.

#### Desarrollo del submarino
Los primeros submarinos fueron desarrollados a fines del siglo XIX, pero fue solamente después del advenimiento del torpedo que fueron realmente peligrosos para las naves de superficie. A fines de la Primera Guerra Mundial los submarinos habían probado su real capacidad ofensiva. Durante la Segunda Guerra Mundial la flota de submarinos U-Boot de la Kriegsmarine alemana, casi aniquiló el tráfico mercante hacia y desde Gran Bretaña y causó grandes pérdidas al tráfico marítimo costero de los Estados Unidos. El éxito de los submarinos llevó al desarrollo de naves escoltas antisubmarinas para proteger a los convoyes que surcaban los océanos durante la Primera y Segunda Guerra Mundial, estos fueron los destructores escolta, además de otras naves más pequeñas como lo fueron las corbetas y las fragatas.

#### Desarrollo del portaaviones

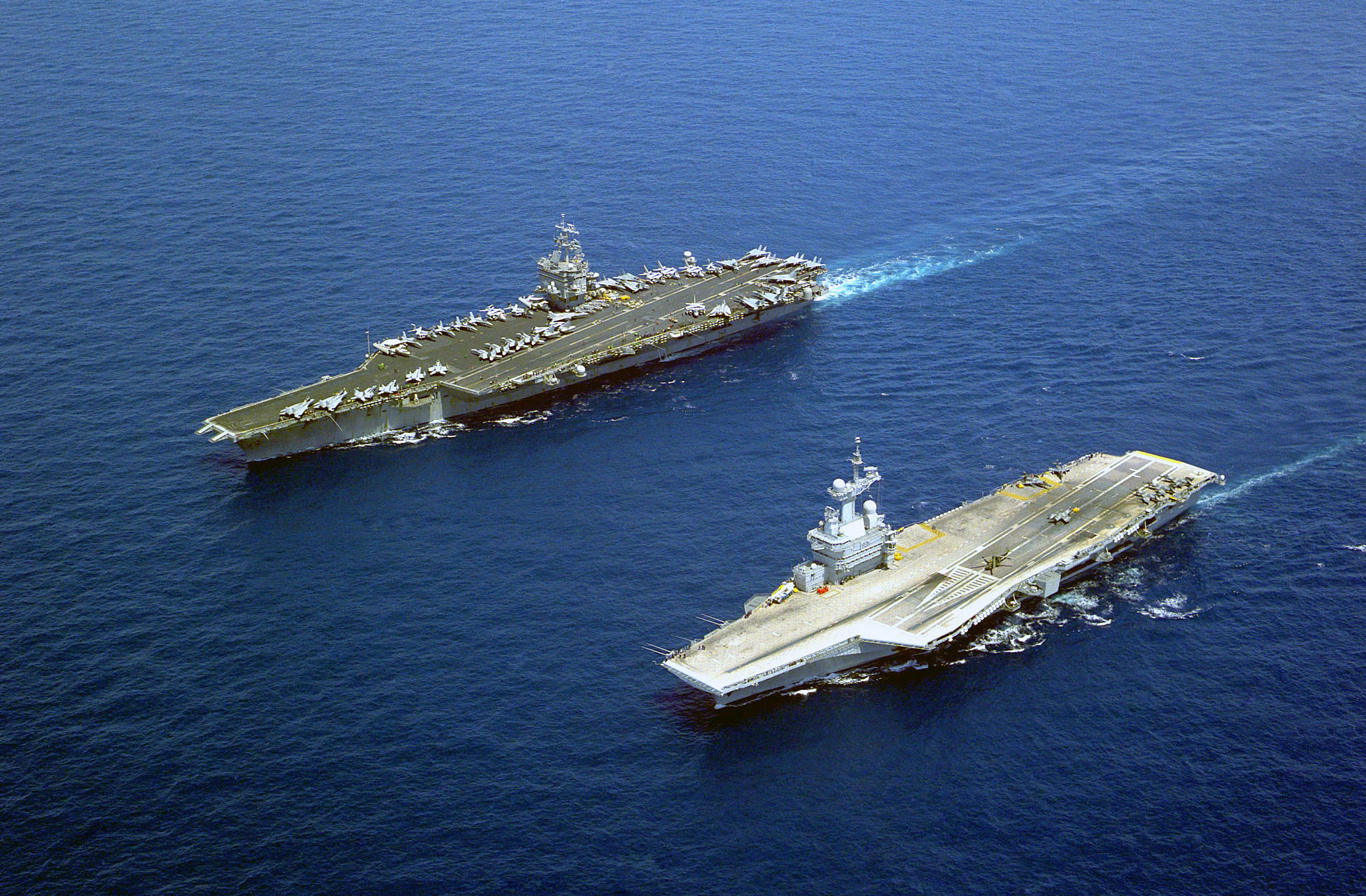
Los portaaviones USS Enterprise (CVN-65) y Charles de Gaulle (R 91).

Un gran cambio en la guerra naval ocurrió con la introducción de los portaaviones. Primero en Tarento y luego en Pearl Harbor, el portaaviones demostró la capacidad que tenía de atacar a los buques enemigos que se encontraban fuera de la vista y a gran distancia de su posición. Al final de la Segunda Guerra Mundial, el portaaviones era el buque de guerra dominante en las armadas poderosas.

## Tipos de buques de guerra

### Buques en la edad de la vela
En la era de la navegación a vela, la navegación y la guerra naval eran dominadas por diferentes tipos de buques. Aquí se describen algunos de los más comunes:
- Navío: era el buque de guerra más grande y poderoso de su tiempo. Con una o más cubiertas, llevaba varios cañones y tenía tres o más mástiles con velas cuadras en cada uno.
- Galeón: era un buque versátil que se utilizaba tanto para la exploración, el comercio como la guerra naval. Tenía tres o más mástiles con velas cuadras en todos.
- Fragata: era un buque de tres mástiles cruzados con velas cuadras en cada uno. Con cofa y perchas, llevaba una sola batería de cañones entre los puentes y otra en cubierta.
- Corbeta: era un buque de tres mástiles, con el último sin cruzar. Llevaba velas cuadras en el trinquete y el mayor, y una vela cangreja y escandalosa en el mesana. También se conocía como bricbarca o barca en la marina mercante.
- Bergantín: era un buque de dos mástiles cruzados con velas cuadras en ambos.
- Bergantín goleta: tenía dos mástiles, con el trinquete cruzado con velas cuadras y el mayor sin cruzar, con una vela cangreja y escandalosa.
- Goleta: era una nave de dos o más mástiles sin cruzar aparejados con velas cangrejas en todos.
- Pailebot: era una embarcación diseñada para la máxima velocidad, con un aparejo de goleta.

### Buques de guerra en los siglosXIXyXX
En los siglos XIX y XX, los buques de guerra eran esenciales para las naciones marítimas y su constante evolución y desarrollo dieron lugar a diferentes tipos de barcos con características y objetivos únicos. Desde el imponente acorazado, hasta el veloz cazatorpedero y el sofisticado crucero lanzamisiles, estos barcos marcaron una época de innovación y avance en la tecnología naval. A continuación, se describirán algunos de los tipos más importantes de buques de guerra de los siglos XIX y XX.
- Acorazado: es el buque de guerra más grande de su época, con cañones de gran calibre montados en torretas, alta velocidad y grueso blindaje. Inicialmente se les llamó «blindados» y después aparecieron los acorazados denominados pre-dreadnought. Con la aparición del HMS Dreadnought en 1906, se denominaron como dreadnought.
- Monitor: es un buque acorazado con cañones montados en una torreta central y un espolón en la proa, con una superestructura que sobresale poco del nivel del mar para ofrecer el mínimo blanco posible al enemigo.
- Crucero: es un buque con o sin blindaje, rápido y de gran radio de acción, con armamento de menor calibre que un acorazado. Existen varios tipos de cruceros: protegidos, acorazados, de batalla, ligeros, pesados, lanzamisiles y portaaviones.
  - Crucero desprotegido: Es aquel usado a finales siglo XIX.
  - Crucero protegido: es aquel que tiene propulsión por máquina de vapor y una cubierta acorazada, dejando la protección lateral a las carboneras.
  - Crucero acorazado: es aquel que tiene propulsión por máquina de vapor y una cubierta acorazada y cinturón acorazado, y protege las máquinas con a las carboneras.
  - Crucero de batalla: es un crucero blindado, propulsado por turbinas de vapor, con artillería equivalente al de un acorazado, mayor velocidad y autonomía, pero menor blindaje.
  - Crucero ligero: es un crucero propulsado por calderas y turbinas de vapor, con artillería no superior a 152 mm (6") y desplazamiento estándar no superior a 10 000 toneladas
  - Crucero pesado: es un crucero propulsado por calderas y turbinas de vapor, con artillería no superior a 203 mm (8") y desplazamiento estándar no superior a 10 000 toneladas
  - Crucero lanzamisiles: es aquel posterior a la Segunda Guerra Mundial, con capacidad de lanzar misiles guiados.
  - Crucero portaaviones: es aquel con capacidad de operar varias aeronaves de ala rotatoria o fija, solo utilizados por Suecia (HSwMS Gotland), la armada imperial japonesa (Mogami), la antigua unión soviética (clases Moscú y Kiev) y por Francia (Jeanne d'Arc).
- Vapor de ruedas: es un buque similar a la fragata de vela, con propulsión mediante calderas, máquinas de vapor alternativas y ruedas laterales.
- Fragata de hélice: es un buque similar a la fragata de vela, con propulsión mediante calderas, máquinas de vapor alternativas o de expansión múltiple y hélice.
- Cazatorpedero: es un buque diseñado para proteger a otras unidades navales de los ataques de lanchas y botes torpederos, con un armamento ligero similar al de los destructores.
- Destructor: es un buque evolucionado desde el cazatorpedero, destinado inicialmente a repeler ataques de submarinos o torpederos. De gran velocidad y equipado con cañones ligeros y tubos lanzatorpedos, con el paso del tiempo estos buques fueron evolucionando, incorporando nuevas tecnologías y armamento, como equipos armamento antisubmarino y antiaéreo.
- Fragata: es un buque diseñado para la guerra antisubmarina, más pequeño y de menor velocidad que el destructor.
- Corbeta: es un buque antisubmarino de menor tamaño y velocidad que la fragata.
- Minador: es un buque destinado a fondear y buscar minas navales.
- Escampavía: es un buque pequeño y marinero, apto para patrullar canales y mares poco profundos.
- Cañonero: es cualquier buque que tenga cañones, generalmente de pequeño tamaño.
- Pontón: es un buque antiguo que, anclado en un puerto, que sirve como almacén de combustible, carbón o petróleo.

### Buques de guerra en elsigloXXI
Los buques de guerra son un elemento clave en la proyección de poder militar en el siglo XXI. Estos incluyen:

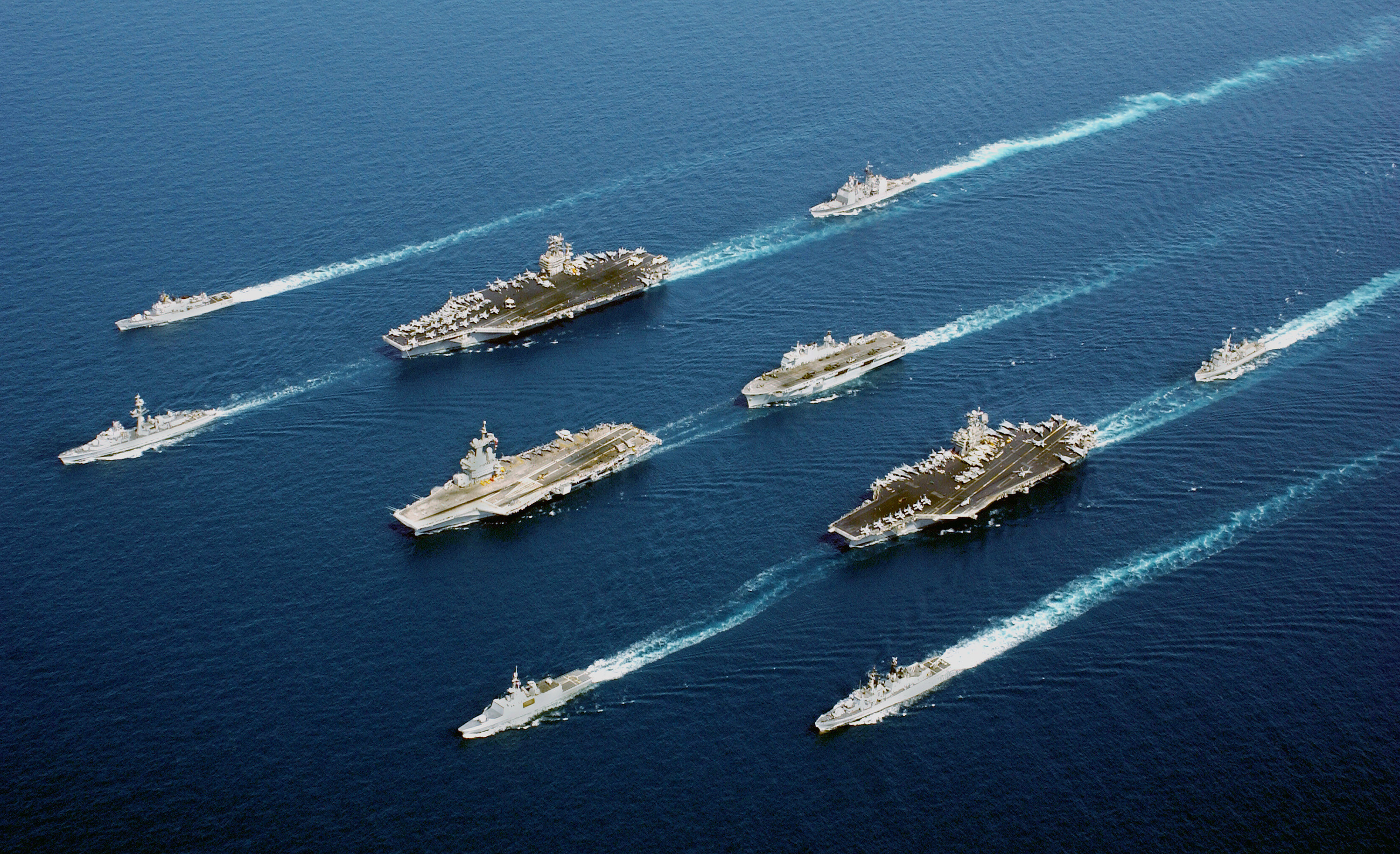
Buques de línea de 5 países - 2002.

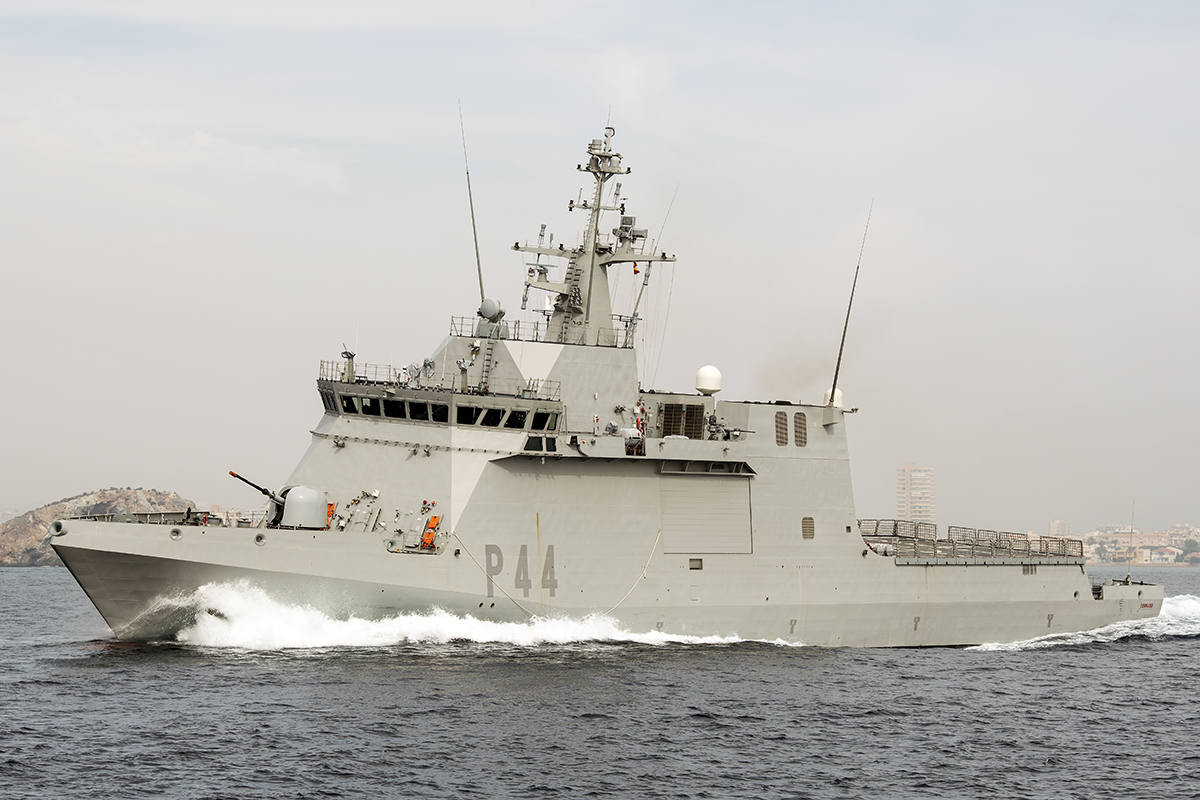
Buque de acción marítima Tornado de la Armada Española.

- Portaaviones: son la plataforma móvil para la proyección del poder aéreo naval en cualquier parte del mundo. Transportan desde aviones, helicópteros y drones.
- Portahelicópteros: son buques diseñados para transportar y desplegar solamente helicópteros en operaciones navales y terrestres.[7]
- Buque de asalto anfibio: despliegan y apoyan a las tropas terrestres en lugares remotos.
- Cruceros: aptos para efectuar múltiples misiones; capaces de enfrentar múltiples blancos en forma simultánea y ser empleados en apoyo de otras fuerzas o en misiones independientes.
- Destructores: naves rápidas que poseen la capacidad de enfrentar múltiples misiones ofensivas o defensivas, de forma independiente o en conjunto con otras unidades.
- Fragatas: naves destinadas a proteger a otros buques y efectuar tareas especializadas en guerra naval, lucha antisubmarina o antiaérea.
- Corbetas: están pensadas para tareas de vigilancia y defensa de las aguas territoriales o para misiones ultramarinas ocasionales y de corta duración.
- Submarinos: capaces de operar bajo el agua y desarrollar misiones de búsqueda, rescate o misiones específicas en tiempo de guerra.

#### Buques auxiliares y de apoyo
- Lancha rápida de ataque.
- Barco lanzamisiles.
- Barco nodriza.
- Minadores costeros.
- Dragaminas.
- De contramedidas.
- Buque nodriza de submarinos.
- Buque hospital.
- Buque escuela.
- Cañonero fluvial.
- Monitor fluvial.